# Dystrykt Manjakandriana
Manjakandriana – dystrykt Madagaskaru z siedzibą w Manjakandrianie, wchodzący w skład regionu Analamanga. Według spisu z 2018 roku obejmuje 220,2 tys. mieszkańców. 

## Podział administracyjny
W skład dystryktu wchodzą 23 gminy (kaominina):
- Alarobia
- Ambanitsena
- Ambatolaona
- Ambatomanga
- Ambatomena
- Ambohibary
- Ambohitrandriamanitra
- Ambohitrolomahitsy
- Ambohitrony
- Ambohitseheno
- Anjepy
- Anjoma Betoho
- Ankazondandy
- Antsahalalina
- Manjakandriana
- Mantasoa
- Merikanjaka
- Miadanandriana
- Nandihizana
- Ranovao
- Sadabe
- Sambaina
- Soavinandriana